# Polygonum sumatranum
Polygonum sumatranum är en slideväxtart som beskrevs av De Bruyn. Polygonum sumatranum ingår i släktet trampörter, och familjen slideväxter. Inga underarter finns listade i Catalogue of Life.